# عشب الربيع الثلجي
{{صندوق معلومات كائن
| الاسم =  عشب الربيع الثلجي
| حالة الحفظ =  لا
| الصورة = 
| عرض الصورة = 
| التعليق = 
| النطاق =  حقيقيات النوى
| المملكة =  نباتات
| الشعبة =  حقيقيات الأوراق
| الشعيبة =  البذريات
| الصف =  كاسيات البذور
| الطائفة =  أحاديات الفلقة
| الطبقة =  القبأوايات
| الرتبة =  القبئيات
| الفصيلة =  النجيلية
| الأسرة =  القبأوات
| القبيلة =  الشوفاناوية
| العمارة =  الخرفارينة
| الجنس =  عشب الربيع
| النوع =  عشب الربيع الثلجي
| الاسم العلمي =  Anthoxanthum nivale
| واضع الاسم =  [[K.يوليوس هاينريش كارل شومان]]
| عام وضع الاسم =  1895
| ماهية التقسيم = 
| التقسيم = 
| خريطة الانتشار = 
| عرض خريطة الانتشار = 
| تعليق خريطة الانتشار = 
}}
عشب الربيع الثلجي (الاسم العلمي:Anthoxanthum nivale) هو نوع من النباتات يتبع جنس عشب الربيع من الفصيلة النجيلية.